# Фридом (тауншип, Миннесота)
Фридом (англ. Freedom) — тауншип в округе Уосика, Миннесота, США. На 2000 год его население составило 397 человек.

## География
По данным Бюро переписи населения США площадь тауншипа составляет 93,7 км², из которых 93,1 км² занимает суша, а 0,6 км² — вода (0,64 %).

## Демография
По данным переписи населения 2000 года здесь находились 397 человек, 147 домохозяйств и 120 семей.  Плотность населения —  4,3 чел./км².  На территории тауншипа расположено 153 постройки со средней плотностью 1,6 построек на один квадратный километр. Расовый состав населения: 99,24 % белых и 0,76 % приходится на две или более других рас. Испанцы или латиноамериканцы любой расы составляли 1,01 % от популяции тауншипа.
Из 147 домохозяйств в 34,7 % воспитывались дети до 18 лет, в 76,2 % проживали супружеские пары, в 3,4 % проживали незамужние женщины и в 17,7 % домохозяйств проживали несемейные люди. 16,3 % домохозяйств состояли из одного человека, при том 9,5 % из — одиноких пожилых людей старше 65 лет. Средний размер домохозяйства — 2,70, а семьи — 3,03 человека.
25,7 % населения — младше 18 лет, 6,0 % — в возрасте от 18 до 24 лет, 28,0 % — от 25 до 44, 22,7 % — от 45 до 64, и 17,6 % — старше 65 лет. Средний возраст — 40 лет. На каждые 100 женщин приходилось 111,2 мужчин.  На каждые 100 женщин старше 18 приходилось 103,4 мужчин.
Средний годовой доход домохозяйства составлял 39 375 долларов, а средний годовой доход семьи —  43 929 долларов. Средний доход мужчин —  30 179  долларов, в то время как у женщин — 19 375. Доход на душу населения составил 14 678 долларов. За чертой бедности находились 1,9 % семей и 4,4 % всего населения тауншипа, из которых 3,9 % младше 18 и 7,0 % старше 65 лет.